# Grammatica coreana
Il seguente articolo illustra alcuni lineamenti-base di grammatica coreana.
Il coreano è una lingua SOV, cioè l'ordine dei costituenti è soggetto-oggetto-verbo, collegati tra loro dalle posposizioni. Trovandosi il verbo sempre in chiusura di una frase, tutti gli altri elementi vanno posti prima di esso: l'ordine è indifferente o dettato da cosa si voglia enfatizzare, che in questo caso si antepone a tutto il resto. Il coreano è inoltre una lingua pro-drop: il soggetto è opzionale e si può omettere se scontato e se non si creano ambiguità. Molto diffusa è poi la struttura tema-rema.
I verbi, la cui forma è identica per tutte le persone, si coniugano non solo in base a diatesi, aspetto verbale e tempo, ma anche tenendo in considerazione il rapporto con il parlante: di conseguenza, esistono sei registri di formalità. La forma base termina con la sillaba "da", che viene rimossa per procedere alla coniugazione o nominalizzazione aggiungendo particelle o suffissi.
Il genere maschile e femminile si aggiunge ai nomi comuni di persona con delle sillabe fisse apposite; c'è invece una chiara differenziazione nei pronomi personali. Il plurale, applicato solo con gli esseri viventi e, comunque, opzionale, si evince dal contesto o da altri elementi della frase. Non esistono gli articoli, mentre gli aggettivi non hanno il verbo "essere" come copula e assumono le caratteristiche dei verbi attributivi.
I complementi si formano tramite particelle, spesso esistenti in due versioni in base alla lettera finale della parola che le precede (consonante o vocale).

## Pronomi

### Pronomi personali soggetto, oggetto e possessivi
Nella tabella sottostante sono indicati i pronomi personali principali in coreano.
| Traduzione         | Pronome |
| ------------------ | --- |
| io                 | 나 (na) (informale) 저 (jeo) |
| tu                 | 너 (neo) (informale) |
| lui/egli, lei/ella | 그 (geu) + nome comune di persona. La versione generica è 그 사람 (geu saram) o 그 분 (geu bun) (formale), lett. "quella persona" |
| noi                | 우리(들) (uri(deul)) 저희(들) (jeohui(deul))                                                                                      |
| voi                | 너희(들) (neohui(deul)) (informale) 그대들 (geudaedeul)                                                                           |
| loro/essi          | 그들 (geudeul) 그녀들 (geunyeodeul; lett. "Quelle donne")                                                                         |

Per gli oggetti si usano le deissi, ad esempio "questa cosa, quella cosa". Per dare del lei, si può usare un surrogato di terza persona formato con la professione della persona, seguito eventualmente dal suffisso onorifico "nim" 님.
L'uso dei pronomi con alcune particelle provoca dei cambiamenti, ad esempio 내가, 제가 (io).
Per formare i possessivi, si affianca il pronome personale alla particella del possessivo.

### Pronomi riflessivi e reciproci
자기, 저/지 (sinonimo colloquiale di 자기) 당신, 자신 sono i tre pronomi riflessivi e si usano con le persone. Un ultimo, 자체, si usa con gli oggetti. Il pronome riflessivo (l'un l'altro/a) è 서로, che per dare enfasi si può raddoppiare: 서로서로.

## Numero e genere
Il plurale è opzionale e si crea con la sillaba 들 posta dopo il nome. Un altro modo da cui si ricava il plurale è con il suffisso –마다, che significa "tutti i/le…, ogni…". Volendo, prima di –마다, la parola può essere ripetuta due volte.
Non esiste l'articolo, ma come surrogato di articolo si può usare la deissi prossimale e distale (questo/a, questi/e; quello/a, quelli/e), che sono rispettivamente 이 e 그 messi prima del nome. Le deissi sono tre: questo (vicinanza al parlante), codesto (vicinanza all'interlocutore), quello (lontananza), ovvero 이, 그 e 저.
Il numero uno (한) si può usare come surrogato di articolo indeterminativo ponendolo prima del nome. In alternativa si usa 어떤.
Il genere si può mettere prima dei nomi comuni di persona (tranne nel caso in cui il nome, nel passaggio di genere, muta completamente), ma è opzionale. Nel maschile, al nome si antepone 남(자), o 수 nel caso di animali; nel femminile, si antepone 여(자), o 암 nel caso di animali. Si usa pure come "거" in combinazione con i possessivi e si può fare precedere dai sostituti interrogativi, a cui poi si aggiunge la corretta particella.

## Nomi legati
In coreano, i nomi legati sono nomi che non si possono usare in isolamento. Il primo è 것, che vuol dire "cosa", che nel linguaggio colloquiale si può abbreviare in 거. I tre modi in cui si utilizza sono 것이 (soggetto frase), 것을 (oggetto), 것은 (tema frase). Nella versione colloquiale, salta via la –ㅅ e la vocale della particella: 게 (< *거이), 걸, 건. Si può pure attaccare ai dimostrativi: 이것 (questa cosa), 그것 (quella cosa). Il sinonimo nella lingua scritta formale di 것 è "바".
Il secondo più importante e diffuso è 곳, che vuol dire "luogo/posto". Il suo sinonimo è 데.

## Verbi
I verbi coreani si dividono in due gruppi principali: verbi d'azione/processivi, che descrivono attività/azioni/processi (먹다 mangiare, 감사하다 ringraziare ["fare-grazie"]) e verbi descrittivi/di qualità, che caratterizzano proprietà o condizioni e quindi anche la funzione dell'aggettivo (싸다 essere economico, 까맣다 essere nero). All'imperativo, i verbi descrittivi si poggiano come perno sul verbo "fare", hada.
Una posizione particolare è assunta dal verbo "이다", che corrisponde al verbo essere in italiano e che funge quindi da copula, ma solo se il predicato nominale è un nome comune e non un aggettivo (il nome del predicato si rimarca con la particella 이/가, facoltativa, mentre il soggetto frase si indica con la particella del tema). Al negativo, il verbo essere è 아니다. Il verbo avere/esserci/esistere è 있다.
Il verbo coreano si compone nella sua forma all'infinito di una radice/base e del suffisso "다" -da, corrispondente alla forma base. Dalla radice si costruisce la forma composta, ovvero la base per ulteriori forme verbali soggette ad espansione, come la forma del passato.
Per estrarre la radice, si toglie -다, ma in pochi verbi irregolari cade anche la -ㄹ e la -ㅎ finale; in altri casi sempre irregolari (ma raggruppabili) avviene una mutazione ㄷ > ㄹ oppure ㅅ > ㅇ (ng). Nel terzo caso, in alcuni verbi irregolari avviene un raddoppio ㄹ > ㄹㄹ.
Dopodiché si aggiunge una vocale che crea una forma su cui innestare i suffissi delle coniugazioni e che viene detta "infinitivo":
- se la radice finisce in -ㅏ, non si aggiunge niente;
- se finisce in -ㅗ, muta per aggiunta di vocale nel dittongo -ㅘ-;
- se finisce consonante preceduta a -ㅏ/ㅗ, si aggiunge -ㅏ-;
- se finisce in -ㅜ oppure -ㅣ, muta nel dittongo in -ㅝ-, -ㅕ
- se finisce in -ㅡ, siccome il dittongo formato da questa vocale con -ㅓ non esiste, cade e resta -ㅓ-.
- se finisce in -ㅎ che cade (verbi irregolari), la vocale muta in -ㅐ-
- in tutti gli altri casi, si aggiunge -ㅓ-. In più, avvengono le mutazioni segnalate nei verbi irregolari.

L'infinitivo è la base per ottenere svariate coniugazioni; in più, nella parlata di registro intimo, è già un tempo in partenza, che equivale al presente indicativo italiano. La primissima aggiunta all'infinito è -ㅛ, con cui si ottiene il presente indicativo nel registro onorifico.
Quando non si usa l'infinitivo per ottenere una coniugazione, i suffissi hanno doppia forma alla stregua delle particelle: la versione che inizia per vocale si usa se il verbo finisce per consonante.
I verbi in forma base sono tutti positivi tranne due, che hanno un significato di partenza negativo: 없 (non avere; non esserci; non esistere) e 모르 (non sapere/ignorare), che possono però essere negati, tale per cui si ottiene una doppia negazione, cioè un'affermazione.
Svariati verbi in coreano sono formati con un vocabolo sino-coreano invariabile affiancato al verbo di supporto "하다", che significa "fare" e trasforma il nome in un verbo. Si negano mettendo 안 oppure 못 sempre prima di -하다 coniugato. Se si usa un avverbio con essi, si mette prima del vocabolo sino-coreano o tra il vocabolo sino-coreano e -하다 coniugato. In altre parole, questi verbi si possono "aprire/separare". Quasi tutti i verbi con -하다 sono processivi; sporadicamente sono descrittivi, in tal caso non si possono aprire. "하다" è il verbo di supporto più diffuso; altri, per esempio, sono -가다 (andare) e -오다 (venire).
I verbi si negano con la negazione breve e lunga, cioè anteponendo 안- (non [fare...], intenzionale e deliberato) oppure 못- (non poter/saper [fare...]) oppure attaccando alla radice -지 않- o -지 몼하- (la terza forma è riservata ai comandi e proposti negativi, -지 말-; deriva dal verbo 말다, desistere, che è uno degli irregolari che subisce la caduta di L; si usa pure in altre espressioni, ad esempio con il verbo "dovere" al condizionale negativo o con "non so se [X o Y], non importa che [X o Y]" e per rendere "invece di...", -지 말고, ...). La differenza tra la negazione breve e lunga, a parte la sintassi, è il fatto che quella lunga è più forte e enfatica, implica l'insoddisfazione di chi parla/la usa e ha un sapore più formale. La negazione 못 non si usa con i verbi descrittivi (ma -지 몼하- si può usare). La negazione 안 si usa per negare la copula.

### Registri del discorso
La coniugazione verbale è fortemente legata ai sei registri del discorso, dettati dai livelli di informalità o di formalità della situazione, che dipendono dal rapporto di intimità con l'interlocutore e dalla differenza di posizione lavorativa, sesso o età. Di esse, quattro sono ancora diffuse.
I nomi dei sei registri di formalità, dalla più formale alla più informale, sono raggruppabili in tre coppie e sono: formale, cortese; semi-formale, familiare; intima ("반말", mezzo discorso), piana. I registri formale e cortese sono i due "stili onorifici" e si usano in situazioni molto formali o con estranei coetanei o di età superiore, anziani inclusi.
Il più usato, sentito e universale nella vita di tutti i giorni è quello cortese, che fa parte dei registri onorifici.
I suffissi all'affermativo che si attaccano all'infinitivo sono riassunti in questa tabella e quello cortese si usa con l'infinitivo (ma non quello formale, siccome basta la radice verbale, che può finire in consonante o vocale e porta a due scelte di suffisso in base a questa casistica: se finisce in consonante, serve la sillaba tra parentesi):
| Registro     | Affermazioni | Domande    | Comandi             | Proposte   |
| ------------ | ------------ | ---------- | ------------------- | ---------- |
| formale      | (스)ㅂ니다   | (스)ㅂ니까 | (으)십시오          | (으)십시다 |
| cortese      | 아/어/요     | 아/어/요   | 아/어/요 [(으)세요] | 아/어/요   |
| semi-formale | 오/소        | 오         | 오                  | ㅂ시다     |
| familiare    | 네           | 나/는가    | 게                  | 세         |
| intimo       | 아/어        | 아/어      | 아/어               | 아/어      |
| piano        | 다           | (느)냐     | (으)라, 아라/어라   | 자         |

Anche se la forma cortese ha un solo suffisso, per dare comandi di solito si aggiunge un infisso onorifico -(으)시-, tale per cui si ottiene la forma messa tra parentesi quadre.
Il verbo essere e non essere (이다; 아니다) alla forma cortese sono 이에요 e 아니에요, mentre in quella intima/반말 sono 이야 e 아니야.
In coreano si fa distinzione tra azione non finita generica (es. verità assolute e azioni abituali) e azioni in corso. Per disambiguare che l'azione è in corso, si usa -아/어/고 있-. I primi due si attaccano all'infinitivo e si usano con verbi intransitivi (indica dunque uno stato di cose che si protrae nel tempo), mentre il terzo si usa con la radice verbale dei verbi transitivi e intransitivi. La sua variante onorifica è -고 계시- e l'uso di avverbi di tempo come "ora/adesso" è facoltativo. Questa versione si nega con -고 있지 않- oppure la negazione si attacca alla radice verbale, -지 않고있-. Le due negazioni sono leggermente diverse: la prima è una semplice negazione dell'azione in corso, mentre la seconda la nega ma implica che si sta comunque riuscendo a fare un'azione di sfondo.

### Passato e futuro
Tutti i suffissi, per indicare il passato, sono anticipati da sillabe apposite, 았/었, che fungono dunque da infisso. Per indicare il futuro, sono preceduti da -겠-, anch'esso infisso messo tra infinitivo e suffisso. Senza infissi, indicano il presente. Nella forma cortese ci sono tre possibilità per indicare il presente, ma il passato e futuro a priori sono -겠어요 e 었어요/았어요.
L'infisso del passato e futuro precedono -다. La copula al passato è a priori 이었다 e al futuro è 이겠다.
C'è distinzione tra un passato generico e il trapassato, tale per cui si usano rispettivamente gli infissi 았/었 (sempre dopo l'infinitivo; infisso onorifico (으)셨 formato da una modifica di quello del presente e seguito dai quattro suffissi dei registri onorifici) e 았었/었었.
Il futuro, -겠-, ha come versione onorifica (으)시겠, a cui si aggiungono i quattro suffissi dei registri onorifici. Il futuro si usa sia per descrivere fatti che avverranno in futuro, sia per esprimere promesse in tono solenne; in più, si può usare in richieste e offerte cortesi e come futuro epistemico, cioè per esprimere congetture e scommesse. Un modo alternativo e molto diffuso di indicare il futuro che deriva da 것 ("cosa") è la versione lunga (으)ㄹ 거 oppure la versione per esteso (으)ㄹ 것 seguita dalla copula, ma si usa solo per indicare azioni probabili e non certe. Il terzo modo di rendere il futuro è con la forma lunga (으)ㄹ 게(요), che si usa per offrirsi di fare azioni immediate e spontanee, tipicamente favori, e con decisioni prese sul posto. Il quarto modo di formare il futuro è con (으)러고 attaccato alla radice verbale e si usa per parlare di azioni pianificate da un po' di tempo: è il futuro intenzionale/intentivo, che si può pensare anche come futuro programmato.

### Nominalizzazione dei verbi
I verbi nominalizzati sono analoghi ai nomi di attività, che si possono usare in più modi.
La prima particella di nominalizzazione è 이 dopo il verbo d'azione o attributivo (si deve togliere –다 dal verbo d'azione). La seconda è -개/게 attaccata ai verbi. La terza è –가, che si può attaccare al verbo sia al presente che al passato e futuro e alla forma onorifica con l'infisso –시-. Quando il verbo si usa come soggetto, tema o oggetto ecc. subito dopo –가 si mette la relativa particella. –기 si usa anche in prima posizione in tantissime espressioni fisse come "dipende da". La quarta particella di nominalizzazione è –음, che è molto simile a –기 (si trova spesso con il verbo al passato) ma che si usa nel linguaggio scritto formale; se la radice verbale finisce in vocale, si riduce in –ㅁ. Se la radice finisce in consonante, si usa –음 e di solito la consonante cade, tranne con –ㄷ, che muta in –ㄹ. Rispetto a –기, –음 si usa di solito non con verbi d'azione, ma con verbi descrittivi. L'ultimo modo, perlopiù colloquiale, è –는 것, "l'atto di [fare]".

## Aggettivi
Gli aggettivi, se sono parole native coreane, finiscono tipicamente in 다 e raramente con altri suffissi, come 롭다 e 르다; se sono sino-coreani (e cioè hanno la radice cinese), finiscono in 하다 e, più sporadicamente, in  스럽다; altri suffissi ancora, come 롭다, 다르다 e 없다 (indica il concetto di "non avere..."), sono rari.

## Sostituti interrogativi
Essi sono: 누(구) (chi), 무엇 (cosa; si può contrarre in 뭐), 어떻게 (come), 무슨/어떤 (che tipo di), 어디 (dove), 왜 (perché), 어느 (quale), 언제 (quando), 얼마 (quanto). Essi possono essere seguiti dalle particelle. "Chi", 누구, seguito dalla particella –가, si contrae in "누".

## Classificatori
Per indicare "N oggetti/persone" si fa seguire, al numero, una sillaba apposita. Alcune sono generiche, mentre altre sono pensate apposta per contare cose specifiche.

### Numeri
| Numero                                          | Hangeul (sino-coreano) | Hangeul (coreano) |
| ----------------------------------------------- | ---------------------- | ----------------- |
| zero, 0                                         | 영                     | –                 |
| uno, 1                                          | 일                     | 하나 e 한         |
| due, 2                                          | 이                     | 둘 e 두           |
| tre, 3                                          | 삼                     | 셋 e 세           |
| quattro, 4                                      | 사                     | 넷 e 네           |
| cinque, 5                                       | 오                     | 다섯              |
| sei, 6                                          | 육                     | 여섯              |
| sette, 7                                        | 칠                     | 일곱              |
| otto, 8                                         | 팔                     | 여덟              |
| nove, 9                                         | 구                     | 아홉              |
| dieci, 10                                       | 십                     | 열                |
| cento, 100                                      | 백                     | 온                |
| mille, 1000                                     | 천                     | 즈믄              |
| diecimila, 10.000                               | 만                     | 드먼 e 골         |
| cento milioni, 100.000.000                      | 억                     | –                 |
| un biliardo (mille miliardi), 1.000.000.000.000 | 조                     | –                 |

Con alcuni classificatori, si utilizza a prescindere la pronuncia nativa coreana.
I numerali coreani si usano con i classificatori coreani, non con quelli di origine cinese. Quelli sino-coreani si usano con classificatori sino-coreani, in particolare per indicare tutti gli elementi della data e per i prezzi e le unità di misura.
Per formare i numeri da 11 a 99 inclusi, si affiancano le singole cifre in versione sino-coreana al numero dieci, come se si effettuasse una moltiplicazione, e all'eventuale numero di unità. In alternativa, si imparano tutte le decine in versione coreana.
I numeri coreani si usano senza interferenza dei numeri sino-coreani se si conta al massimo da 1 a 99: tutti gli altri hanno natura cinese o si mescolano con quelli coreani. Esistono comunque dei modi per indicare il centinaio e migliaio in numeri coreani, ma sono obsoleti.
Quanto ai numeri ordinali, si usano due sillabe per formarli: con quelli coreani si usa il suffisso –째 ("primo" è irregolare ed è "첫째"), con quelli sino-coreani si usa il prefisso 제-.

## Particelle
Le particelle, o posposizioni, si mettono dopo il nome. Se sono particelle di caso, indicano la sua funzione grammaticale, mentre le particelle speciali aggiungono dei significati al nome, ma non disambiguano la funzione grammaticale. Nel linguaggio colloquiale, le particelle di caso si possono omettere e si lascia la comprensione del messaggio al contesto. L'ordine dei componenti non aiuta necessariamente siccome è perlopiù libero.
- La particella/pospozione generica del soggetto è i (se finisce in consonante) e ga (se finisce in vocale); quella onorifica è 께서. Si usa pure con i nomi legati. Non si usa solo con il soggetto, ma anche con l'oggetto di "diventare" (e.g. io voglio diventare un dottore > io [가] – un dottore [가] – diventare -voglio). Si usano pure con il verbo "avere/possedere", "non avere/non possedere", "essere pieno di/possedere molto/a", "bisognare/avere bisogno di".
- La particella dell'oggetto diretto è eul, ma se l'oggetto finisce in vocale, è 를 (o, colloquialmente, una semplice -ㄹ). Solitamente l'oggetto segue il soggetto (S-O-V) ma potenzialmente l'ordine può essere libero. Si usa, come seconda casistica, dopo espressioni fisse e formali che finiscono in –(으)로, e.g. "con l'intenzione di, secondo/in base a, con l'obiettivo di, terminante in, basato su".
- La particella del possessivo è 의 ed è seguita dall'oggetto posseduto, e.g. il libro di Minsu > Minsu – 의 – libro. In combinazione con i pronomi personali, forma l'equivalente dell'aggettivo possessivo italiano. Forma anche il più generale complemento di specificazione. Nella parlata colloquiale, 의 può cadere e il complemento di specificazione è reso dall'accostamento di due parole. In più, i possessivi 나의, 저의, 너의 si contraggono per la caduta di 으 e diventano 내, 제, 네.
- La particella 에 indica il moto a luogo oppure lo stato in luogo e si può pensare come a/in. Il significato corretto si deduce dal verbo, che se è di moto allora introduce un complemento di moto a luogo. Se usato per rendere lo stato in luogo, indica soltanto la posizione di qualcosa/qualcuno o l'esistenza di qualcosa/qualcuno in un luogo. Nella parlata colloquiale, si può sostituire con 에다(가). Come terzo utilizzo principale, indica il complemento di termine, ovvero l'oggetto indiretto (e.g. dare a, presentare a, fare rapporto a…); in più se quest'ultimo è un essere vivente (animali inclusi) si usa 에게 oppure 한터. Come quarto uso principale, indica il complemento di tempo determinato (non continuato, cioè quantità di tempo). Indica pure il complemento di causa efficiente . Infine, un uso marginale è "al/per" quando si indica una quantità distribuita. A questo, si aggiunge una serie di espressioni fisse in cui compare in prima posizione, tale per cui indica un argomento.
- La particella 에서 (colloquialmente, si abbrevia in 서) indica il moto da luogo (il suo sinonimo formale è (으)로부터) e il complemento di origine. Indica anche un punto di partenza astratto, un punto temporale o spaziale di partenza seguito poi dal punto di fine: da X a Y si rende come X 에서(부터) Y 까기. Infine, rende lo stato in luogo con i verbi d'azione e, in base al contesto, lo stato in luogo e il moto da luogo.
- La particella 에게 (oppure 한테, colloquiale) indica il complemento di termine. Traduce poi il complemento d'agente con azioni con conseguenze negative per il paziente. Infine, si usa nelle strutture causative, che traducono "far fare", sia quando si indica l'obbligare che il lasciar fare (in alternativa, si può usare la pseudo-particella più formale (으)로 하여금). Infine, traduce "ricevere da" nella parlata colloquiale al posto di 에게서 e 한테서 (i due si ottengono se si toglie –서 dalla versione più formale)
- La particella (으)로, che inizia in vocale se la parola finisce in consonante, indica il complemento di mezzo/strumento. La variante (으)로써 dà enfasi, ma non si usa non i mezzi di trasporto. Traduce anche "a causa di..." riferito a cause negative: per quest'ultimo uso, la variante (으)로서 si usa per aggiungere enfasi.
- La particella comitativa 과/와 (la seconda si usa se la parola finisce in vocale) si usa per rendere la congiunzione coordinante "e". Traduce pure il complemento di compagnia, la cui versione per esteso è 과/와(같이) e 과/와(함께). Dopo la particella legata al primo nome, si inserisce il secondo nome e la particella per indicare la funzione sintattica (che comunque è omissibile nella parlata colloquiale). La particella 과/와 si usa pure per costruire espressioni come "essere simile a..., essere diverso da...", dove il primo termine ha la particella del soggetto "가". Il sinonimo colloquiale di 과/와 è 하고. Il secondo sinonimo ancora più colloquiale è (이)랑 (si sceglie la prima se il nome finisce in consonante).
- La particella vocativa 아/야 (la seconda, avente semivocale, si usa con il nome di persona che finisce in vocale) si usa per formare il vocativo, che si trova in una parlata non onorifica.

Quanto alle particelle speciali principali:
- La particella 들 indica il plurale con esseri viventi e forma il plurale con i pronomi personali. Non c'è nessun modo di rendere il plurale con morfologia di un non vivente (oggetti e concetti astratti). Si può usare pure se si usano i numeri. Con i pronomi dimostrativi (cioè la deissi), andrebbe sempre messo, come anche in casi di ambiguità.
- La particella del tema 은/는 (la prima si usa se il tema finisce in consonante) si usa per marcare il tema della frase, che può anche essere un pronome personale. Non va confusa con quella che rimarca il soggetto, che è 가. Comunque, in una frase si possono usare sia il tema che il soggetto, solo il tema oppure semplicemente il soggetto. La particella del tema si può usare anche dopo altre particelle.